# Fundación para las políticas efectivas
La Fundación para las políticas efectivas, también conocido por las siglas FEP (del inglés Foundation for Effective Politics) es una organización radicada en Moscú involucrada en la política pública de Rusia creando numerosas publicaciones, en formato impreso o en línea, con información política afín a las decisiones del gobierno ruso.
Fue fundada en 1995 por Gleb Pavlovsky, historiador y periodista, y Marat Gelman, relacionado con el mundo de las galerías de arte. Participó en la campaña de reelección de Boris Yeltsin en 1996 y consolidó su reputación en 2000 en la campaña de Vladímir Putin. Ha participado en la planificación y el lanzamiento de distintos medios digitales como Russian Journal, Lenta.ru, Gazeta.ru, Strana.ru o Vesti.ru, algunos de ellos financiados por el gobierno de Rusia. Ha participado en la construcción y promoción de partidos políticos en Rusia y Ucrania.
Marat Gelman abandonó la FEP en 2002 para trabajar como consultor de medios para el canal de televisión First Television controlado por el gobierno..